# パポラ語
パポラ語（パポラご）は、オーストロネシア語族台湾諸語に属する言語である。漢字では拍瀑拉語、巴布拉語、干仔轄語と表記される。台湾のパポラ族により話されていた。かつては台中市、南投県に話者が分布していた。